# Cheilosia aestivalis
Cheilosia aestivalis är en tvåvingeart som först beskrevs av Gabriel Strobl 1894.  Cheilosia aestivalis ingår i släktet örtblomflugor, och familjen blomflugor.
Artens utbredningsområde är Österrike. Inga underarter finns listade i Catalogue of Life.